# 兵庫県立伊丹北高等学校
 兵庫県立伊丹北高等学校 （ひょうごけんりついたみきたこうとうがっこう）は、兵庫県伊丹市に所在する公立の高等学校。
設置学科は全て、独自の教育理念に基づく「総合学科」となっており、市外から通う生徒もいる。ただし校区外からの志願者は公募推薦入試でのみ受け入れている。

## 設置学科
- 総合学科
  - 人文国際系列
  - 自然科学系列
  - 情報メディア系列
  - 芸術文化系列
  - 健康福祉・スポーツ系列

## 概要
校内には整備された中庭やバラ園があり、年一回堆肥を行なっている。
学校の横を流れる天王寺川が市境であり、川を渡ると宝塚市になる。川を挟んで向かいには宝塚市立安倉中学校がある。
グラウンドが広く、常に野球場とサッカーのコートは描かれたままである。
南風の時に滑走路14を使用して伊丹空港に着陸する用の進入路指示灯がグラウンド内に2基設置されている。
創立40周年を記念して、PTAより同時に2学年が収容可能な講義棟が寄贈された。
通常のグラウンド以外にテニスコートが6面とハンドボールコートが1面にと、体育の環境は充実している。

## 沿革
- 1973年 - 開校
- 1995年1月17日 - 阪神・淡路大震災により、特別教室棟全壊[2]
- 1999年 - 普通科から総合学科に改編
- 2008年6月27日 - 講義棟竣工
- 2022年10月2日 - 創立50周年記念式典を東リいたみホールで実施

## 出身者
- 中島裕之 - プロ野球選手（中日ドラゴンズ）
- 田中総司 - 元プロ野球選手（福岡ダイエーホークス）
- 山岡洋之 - 元プロ野球選手（阪神タイガース）
- 石末龍治 - 元サッカー選手
- 奥井亜紀 - 歌手
- 岡田理沙 - 九州朝日放送アナウンサー